# Mode de désignation du chef d'État et du Parlement par pays
- Dans la colonne Pays, le lien dans Wikipédia mène à « Politique du pays » ou à la page principale du pays ; la référence mène au site officiel du Parlement.
- Dans la colonne Chef d'État, il est indiqué le type de scrutin ou nomination pour le chef d'État ; le lien dans Wikipédia mène à la page sur la fonction ou à la liste des chefs d'État du pays ; la ou les références mènent au site officiel ou à une page de référence extérieure.
- La colonne Parlement est divisée en Chambre basse et Chambre haute et indique le type de scrutin ou nomination pour les députés ou sénateurs ; le lien dans Wikipédia mène à la page correspondante ; la référence mène au site officiel ou à une page de référence extérieure.

- Haut – A
- B
- C
- D
- E
- F
- G
- H
- I
- J
- K
- L
- M
- N
- O
- P
- Q
- R
- S
- T
- U
- V
- W
- X
- Y
- Z

## A
|                              | Pays               | Chef d'État                                                                           | Parlement      | Parlement                       |
| Chambre basse                | Pays               | Chef d'État                                                                           | Chambre haute  |                                 |
| ---------------------------- | ------------------ | ------------------------------------------------------------------------------------- | -------------- | ------------------------------- |
| Drapeau de l'Afghanistan     | Afghanistan        | Scrutin direct                                                                        | Scrutin direct | Scrutin indirect et Nominations |
| Drapeau d'Afrique du Sud     | Afrique du Sud     | Scrutin parlementaire                                                                 | Scrutin direct | Scrutin indirect,               |
| Drapeau de l'Albanie         | Albanie            | Scrutin parlementaire                                                                 | Scrutin direct | Scrutin direct                  |
| Drapeau de l'Algérie         | Algérie            | Scrutin direct                                                                        | Scrutin direct | Scrutin indirect et nominations |
| Drapeau de l'Allemagne       | Allemagne          | Élu par un collège électoral                                                          | Scrutin direct | Représentation des Länders,     |
| Drapeau d'Andorre            | Andorre            | Ex officio                                                                            | Scrutin direct | Scrutin direct                  |
| Drapeau de l'Angola          | Angola             | Scrutin direct                                                                        | Scrutin direct | Scrutin direct                  |
| Drapeau d'Antigua-et-Barbuda | Antigua-et-Barbuda | Monarchie                                                                             | Scrutin direct | Nominations                     |
| Drapeau de l'Arabie saoudite | Arabie saoudite    | Monarchie. Le roi est choisi au sein de la famille royale par le Conseil d'allégeance | Nominations    | Nominations                     |
| Drapeau de l'Argentine       | Argentine          | Scrutin direct                                                                        | Scrutin direct | Scrutin direct,                 |
| Drapeau de l'Arménie         | Arménie            | Scrutin direct                                                                        | Scrutin direct | Scrutin direct                  |
| Drapeau de l'Australie       | Australie          | Monarchie                                                                             | Scrutin direct | Scrutin direct,                 |
| Drapeau de l'Autriche        | Autriche           | Scrutin direct                                                                        | Scrutin direct | Scrutin indirect,               |
| Drapeau de l'Azerbaïdjan     | Azerbaïdjan        | Scrutin direct                                                                        | Scrutin direct | Scrutin direct                  |

## B
|                                  | Pays               | Chef d'État           | Parlement                     | Parlement                       |
| Chambre basse                    | Pays               | Chef d'État           | Chambre haute                 |                                 |
| -------------------------------- | ------------------ | --------------------- | ----------------------------- | ------------------------------- |
| Drapeau des Bahamas              | Bahamas            | Monarchie             | Scrutin direct                | Nominations                     |
| Drapeau de Bahreïn               | Bahreïn            | Monarchie             | Scrutin direct                | Nominations,                    |
| Drapeau du Bangladesh            | Bangladesh         | Scrutin parlementaire | Scrutin direct                | Scrutin direct                  |
| Drapeau de la Barbade            | Barbade            | Scrutin parlementaire | Scrutin direct                | Nominations                     |
| Drapeau de la Belgique           | Belgique           | Monarchie             | Scrutin direct                | Scrutin indirect et cooptation  |
| Drapeau du Belize                | Belize             | Monarchie             | Scrutin direct                | Nominations                     |
| Drapeau du Bénin                 | Bénin              | Scrutin direct        | Scrutin direct                | Scrutin direct                  |
| Drapeau du Bhoutan               | Bhoutan            | Monarchie             | Scrutin direct                | Scrutin direct et nominations   |
| Drapeau de la Biélorussie        | Biélorussie        | Scrutin direct        | Scrutin direct                | Scrutin indirect et nominations |
| Drapeau de la Birmanie           | Birmanie           | Scrutin parlementaire | Scrutin direct et nominations | Scrutin direct et nominations   |
| Drapeau de la Bolivie            | Bolivie            | Scrutin direct        | Scrutin direct                | Scrutin direct                  |
| Drapeau de la Bosnie-Herzégovine | Bosnie-Herzégovine | Présidence collective | Scrutin direct                | Scrutin indirect                |
| Drapeau du Botswana              | Botswana           | Scrutin parlementaire | Scrutin direct et indirect,   | Héréditaire et Nominations      |
| Drapeau du Brésil                | Brésil             | Scrutin direct        | Scrutin direct                | Scrutin direct                  |
| Drapeau du Brunei                | Brunei             | Monarchie             | Nominations                   | Nominations                     |
| Drapeau de la Bulgarie           | Bulgarie           | Scrutin direct        | Scrutin direct                | Scrutin direct                  |
| Drapeau du Burkina Faso          | Burkina Faso       | Scrutin direct        | Scrutin direct                | Scrutin direct                  |
| Drapeau du Burundi               | Burundi            | Scrutin direct        | Scrutin direct                | Scrutin indirect,               |

## C
|                                                | Pays                             | Chef d'État                                                                                 | Parlement                   | Parlement                       |
| Chambre basse                                  | Pays                             | Chef d'État                                                                                 | Chambre haute               |                                 |
| ---------------------------------------------- | -------------------------------- | ------------------------------------------------------------------------------------------- | --------------------------- | ------------------------------- |
|                                                | Cambodge                         | Monarchie élective, roi élu par le conseil du trône, parmi les membres de la famille royale | Scrutin direct              | Scrutin indirect et nominations |
| Drapeau du Cameroun                            | Cameroun                         | Scrutin direct                                                                              | Scrutin direct              | Scrutin direct                  |
| Drapeau du Canada                              | Canada                           | Monarchie                                                                                   | Scrutin direct              | Nominations                     |
| Drapeau du Cap-Vert                            | Cap-Vert                         | Scrutin direct                                                                              | Scrutin direct              | Scrutin direct                  |
|                                                | République centrafricaine        | Scrutin direct                                                                              | Scrutin direct              | Scrutin direct                  |
| Drapeau du Chili                               | Chili                            | Scrutin direct                                                                              | Scrutin direct              | Scrutin direct,                 |
| Drapeau de la République populaire de Chine    | Chine                            | Scrutin parlementaire                                                                       | Scrutin indirect,           | Scrutin indirect,               |
| Drapeau de Chypre                              | Chypre                           | Scrutin direct                                                                              | Scrutin direct              | Scrutin direct                  |
| Drapeau de la Colombie                         | Colombie                         | Scrutin direct                                                                              | Scrutin direct              | Scrutin direct,                 |
|                                                | Comores                          | Scrutin direct                                                                              | Scrutin direct et indirect, | Scrutin direct et indirect,     |
| Drapeau de la république démocratique du Congo | République démocratique du Congo | Scrutin direct                                                                              | Scrutin direct              | Scrutin indirect                |
| Drapeau de la république du Congo              | Congo                            | Scrutin direct                                                                              | Scrutin direct              | Scrutin indirect,               |
|                                                | Îles Cook                        | Monarchie                                                                                   | Scrutin direct              | Scrutin direct                  |
| Drapeau de la Corée du Nord                    | Corée du Nord                    | Élu par l'Assemblée populaire suprême                                                       | Scrutin direct              | Scrutin direct                  |
| Drapeau de la Corée du Sud                     | Corée du Sud                     | Scrutin direct                                                                              | Scrutin direct              | Scrutin direct                  |
| Drapeau du Costa Rica                          | Costa Rica                       | Scrutin direct                                                                              | Scrutin direct              | Scrutin direct                  |
| Drapeau de la Côte d'Ivoire                    | Côte d'Ivoire                    | Scrutin direct                                                                              | Scrutin direct              | Scrutin indirect et nominations |
| Drapeau de la Croatie                          | Croatie                          | Scrutin direct                                                                              | Scrutin direct              | Scrutin direct                  |
| Drapeau de Cuba                                | Cuba                             | Scrutin parlementaire                                                                       | Scrutin direct              | Scrutin direct                  |

## D
|                                      | Pays                   | Chef d'État           | Parlement                         | Parlement                         |
| Chambre basse                        | Pays                   | Chef d'État           | Chambre haute                     |                                   |
| ------------------------------------ | ---------------------- | --------------------- | --------------------------------- | --------------------------------- |
| Drapeau du Danemark                  | Danemark               | Monarchie             | Scrutin direct                    | Scrutin direct                    |
|                                      | Djibouti               | Scrutin direct        | Scrutin direct                    | Scrutin direct                    |
| Drapeau de la République dominicaine | République dominicaine | Scrutin direct        | Scrutin direct                    | Scrutin direct,                   |
|                                      | Dominique              | Scrutin parlementaire | Scrutin direct et/ou nominations, | Scrutin direct et/ou nominations, |

## E
|                                 | Pays                | Chef d'État                                                                                 | Parlement                                   | Parlement                                |
| Chambre basse                   | Pays                | Chef d'État                                                                                 | Chambre haute                               |                                          |
| ------------------------------- | ------------------- | ------------------------------------------------------------------------------------------- | ------------------------------------------- | ---------------------------------------- |
| Drapeau de l'Égypte             | Égypte              | Scrutin direct                                                                              | Scrutin direct                              | Scrutin direct                           |
| Drapeau des Émirats arabes unis | Émirats arabes unis | Élu par le Conseil suprême des émirs                                                        | Nominations                                 | Nominations                              |
| Drapeau de l'Équateur           | Équateur            | Scrutin direct                                                                              | Scrutin direct                              | Scrutin direct                           |
|                                 | Érythrée            | Auto-nomination                                                                             | Nomination                                  | Nomination                               |
| Drapeau de l'Espagne            | Espagne             | Monarchie                                                                                   | Scrutin direct                              | Scrutin direct et indirect,              |
| Drapeau de l'Estonie            | Estonie             | Scrutin parlementaire                                                                       | Scrutin direct                              | Scrutin direct                           |
|                                 | Eswatini            | Monarchie                                                                                   | Élus par des conseils locaux et Nominations | Élus par la chambre basse et Nominations |
| Drapeau des États-Unis          | États-Unis          | Scrutin indirect, président élu par des grands électeurs, eux-mêmes élus par scrutin direct | Scrutin direct                              | Scrutin direct,                          |
| Drapeau de l'Éthiopie           | Éthiopie            | Scrutin parlementaire                                                                       | Scrutin direct                              | Scrutin indirect                         |

## F
|                        | Pays     | Chef d'État           | Parlement      | Parlement         |
| Chambre basse          | Pays     | Chef d'État           | Chambre haute  |                   |
| ---------------------- | -------- | --------------------- | -------------- | ----------------- |
| Drapeau des Fidji      | Fidji    | Scrutin parlementaire | Scrutin direct | Scrutin direct    |
| Drapeau de la Finlande | Finlande | Scrutin direct        | Scrutin direct | Scrutin direct    |
| Drapeau de la France   | France   | Scrutin direct        | Scrutin direct | Scrutin indirect, |

## G
|                                  | Pays               | Chef d'État           | Parlement      | Parlement                     |
| Chambre basse                    | Pays               | Chef d'État           | Chambre haute  |                               |
| -------------------------------- | ------------------ | --------------------- | -------------- | ----------------------------- |
| Drapeau du Gabon                 | Gabon              | Scrutin direct        | Scrutin direct | Scrutin indirect,             |
| Drapeau de la Gambie             | Gambie             | Scrutin direct        | Scrutin direct | Scrutin direct                |
| Drapeau de la Géorgie            | Géorgie            | Scrutin direct        | Scrutin direct | Scrutin direct                |
| Drapeau du Ghana                 | Ghana              | Scrutin direct        | Scrutin direct | Scrutin direct                |
| Drapeau de la Grèce              | Grèce              | Scrutin parlementaire | Scrutin direct | Scrutin direct                |
|                                  | Grenade            | Monarchie             | Scrutin direct | Nominations                   |
| Drapeau du Guatemala             | Guatemala          | Scrutin direct        | Scrutin direct | Scrutin direct                |
| Drapeau de la Guinée             | Guinée             | Scrutin direct        | Scrutin direct | Scrutin direct                |
| Drapeau de la Guinée-Bissau      | Guinée-Bissau      | Scrutin direct        | Scrutin direct | Scrutin direct                |
| Drapeau de la Guinée équatoriale | Guinée équatoriale | Scrutin direct        | Scrutin direct | Scrutin direct et nominations |
|                                  | Guyana             | Scrutin parlementaire | Scrutin direct | Scrutin direct                |

## H
|                       | Pays     | Chef d'État           | Parlement       | Parlement       |
| Chambre basse         | Pays     | Chef d'État           | Chambre haute   |                 |
| --------------------- | -------- | --------------------- | --------------- | --------------- |
|                       | Haïti    | Scrutin direct        | Scrutin direct  | Scrutin direct, |
| Drapeau du Honduras   | Honduras | Scrutin direct        | Scrutin direct  | Scrutin direct  |
| Drapeau de la Hongrie | Hongrie  | Scrutin parlementaire | Scrutin direct, | Scrutin direct, |

## I
|                        | Pays      | Chef d'État                   | Parlement      | Parlement                         |
| Chambre basse          | Pays      | Chef d'État                   | Chambre haute  |                                   |
| ---------------------- | --------- | ----------------------------- | -------------- | --------------------------------- |
| Drapeau de l'Inde      | Inde      | Scrutin par collège électoral | Scrutin direct | Scrutin indirect et nominations,  |
| Drapeau de l'Indonésie | Indonésie | Scrutin direct                | Scrutin direct | Scrutin direct                    |
| Drapeau de l'Irak      | Irak      | Scrutin parlementaire         | Scrutin direct | Élection non encore tenue,        |
| Drapeau de l'Iran      | Iran      | Scrutin indirect              | Scrutin direct | Scrutin direct                    |
| Drapeau de l'Irlande   | Irlande   | Scrutin direct                | Scrutin direct | Scrutin indirect et sélectionnés, |
| Drapeau de l'Islande   | Islande   | Scrutin direct                | Scrutin direct | Scrutin direct                    |
| Drapeau d’Israël       | Israël    | Scrutin parlementaire         | Scrutin direct | Scrutin direct                    |
| Drapeau de l'Italie    | Italie    | Scrutin par collège électoral | Scrutin direct | Scrutin direct et nominations     |

## J
|                        | Pays     | Chef d'État | Parlement       | Parlement      |
| Chambre basse          | Pays     | Chef d'État | Chambre haute   |                |
| ---------------------- | -------- | ----------- | --------------- | -------------- |
| Drapeau de la Jamaïque | Jamaïque | Monarchie   | Scrutin direct  | Nominations    |
| Drapeau du Japon       | Japon    | Monarchie   | Scrutin direct  | Scrutin direct |
| Drapeau de la Jordanie | Jordanie | Monarchie   | Scrutin direct, | Nominations    |

## K
|                       | Pays         | Chef d'État                                                            | Parlement                     | Parlement                       |
| Chambre basse         | Pays         | Chef d'État                                                            | Chambre haute                 |                                 |
| --------------------- | ------------ | ---------------------------------------------------------------------- | ----------------------------- | ------------------------------- |
| Drapeau du Kazakhstan | Kazakhstan   | Scrutin direct                                                         | Scrutin direct                | Scrutin indirect et Nominations |
| Drapeau du Kenya      | Kenya        | Scrutin direct                                                         | Scrutin direct et nominations | Scrutin direct et nominations   |
|                       | Kirghizistan | Scrutin direct                                                         | Scrutin direct                | Scrutin direct                  |
|                       | Kiribati     | Scrutin direct Présélection des candidats par le Parlement en son sein | Scrutin direct                | Scrutin direct                  |
|                       | Kosovo       | Scrutin parlementaire                                                  | Scrutin direct                | Scrutin direct                  |
| Drapeau du Koweït     | Koweït       | Monarchie                                                              | Scrutin direct                | Scrutin direct                  |

## L
|                          | Pays          | Chef d'État                                                        | Parlement                                           | Parlement                                           |
| Chambre basse            | Pays          | Chef d'État                                                        | Chambre haute                                       |                                                     |
| ------------------------ | ------------- | ------------------------------------------------------------------ | --------------------------------------------------- | --------------------------------------------------- |
|                          | Laos          | Scrutin parlementaire                                              | Scrutin direct                                      | Scrutin direct                                      |
|                          | Lesotho       | Monarchie                                                          | Scrutin direct                                      | Nominations                                         |
| Drapeau de la Lettonie   | Lettonie      | Scrutin parlementaire                                              | Scrutin direct                                      | Scrutin direct                                      |
| Drapeau du Liban         | Liban         | Scrutin parlementaire                                              | Scrutin direct                                      | Scrutin direct                                      |
|                          | Liberia       | Scrutin direct                                                     | Scrutin direct                                      | Scrutin direct                                      |
| Drapeau de la Libye      | Libye         | Le chef d'État provisoire est le président du Conseil présidentiel | Non encore défini (période de transition politique) | Non encore défini (période de transition politique) |
| Drapeau du Liechtenstein | Liechtenstein | Monarchie                                                          | Scrutin direct                                      | Scrutin direct                                      |
| Drapeau de la Lituanie   | Lituanie      | Scrutin direct                                                     | Scrutin direct                                      | Scrutin direct                                      |
| Drapeau du Luxembourg    | Luxembourg    | Monarchie                                                          | Scrutin direct                                      | Scrutin direct                                      |

## M
|                         | Pays              | Chef d'État           | Parlement      | Parlement                        |
| Chambre basse           | Pays              | Chef d'État           | Chambre haute  |                                  |
| ----------------------- | ----------------- | --------------------- | -------------- | -------------------------------- |
| Drapeau de la Macédoine | Macédoine du Nord | Scrutin direct        | Scrutin direct | Scrutin direct                   |
|                         | Madagascar        | Scrutin direct        | Scrutin direct | Scrutin indirect et nomination   |
| Drapeau de la Malaisie  | Malaisie          | Monarchie élective    | Scrutin direct | Scrutin indirect et nominations, |
|                         | Malawi            | Scrutin direct        | Scrutin direct | Scrutin direct                   |
|                         | Maldives          | Scrutin direct        | Scrutin direct | Scrutin direct                   |
| Drapeau du Mali         | Mali              | Scrutin direct        | Scrutin direct | Scrutin direct                   |
| Drapeau de Malte        | Malte             | Scrutin parlementaire | Scrutin direct | Scrutin direct                   |
| Drapeau du Maroc        | Maroc             | Monarchie             | Scrutin direct | Scrutin indirect,                |
|                         | Îles Marshall     | Scrutin direct        | Scrutin direct | Scrutin direct                   |
|                         | Maurice           | Scrutin parlementaire | Scrutin direct | Scrutin direct                   |
|                         | Mauritanie        | Scrutin direct        | Scrutin direct | Scrutin direct                   |
| Drapeau du Mexique      | Mexique           | Scrutin direct        | Scrutin direct | Scrutin direct,                  |
|                         | Micronésie        | Scrutin parlementaire | Scrutin direct | Scrutin direct                   |
| Drapeau de la Moldavie  | Moldavie          | Scrutin parlementaire | Scrutin direct | Scrutin direct                   |
| Drapeau de Monaco       | Monaco            | Monarchie             | Scrutin direct | Scrutin direct                   |
| Drapeau de la Mongolie  | Mongolie          | Scrutin direct        | Scrutin direct | Scrutin direct                   |
| Drapeau du Monténégro   | Monténégro        | Scrutin direct        | Scrutin direct | Scrutin direct                   |
|                         | Mozambique        | Scrutin direct        | Scrutin direct | Scrutin direct                   |

## N
|                                | Pays             | Chef d'État           | Parlement      | Parlement                       |
| Chambre basse                  | Pays             | Chef d'État           | Chambre haute  |                                 |
| ------------------------------ | ---------------- | --------------------- | -------------- | ------------------------------- |
|                                | Namibie          | Scrutin direct        | Scrutin direct | Scrutin indirect                |
|                                | Nauru            | Scrutin parlementaire | Scrutin direct | Scrutin direct                  |
|                                | Népal            | Scrutin indirect      | Scrutin direct | Scrutin indirect et Nominations |
|                                | Nicaragua        | Scrutin direct        | Scrutin direct | Scrutin direct                  |
| Drapeau du Niger               | Niger            | Scrutin direct        | Scrutin direct | Scrutin direct                  |
| Drapeau du Nigeria             | Nigeria          | Scrutin direct        | Scrutin direct | Scrutin direct                  |
|                                | Niue             | Monarchie             | Scrutin direct | Scrutin direct                  |
| Drapeau de la Norvège          | Norvège          | Monarchie             | Scrutin direct | Scrutin direct                  |
| Drapeau de la Nouvelle-Zélande | Nouvelle-Zélande | Monarchie             | Scrutin direct | Scrutin direct                  |

## O
|                          | Pays        | Chef d'État    | Parlement        | Parlement                       |
| Chambre basse            | Pays        | Chef d'État    | Chambre haute    |                                 |
| ------------------------ | ----------- | -------------- | ---------------- | ------------------------------- |
|                          | Oman        | Monarchie      | Scrutin indirect | Nominations                     |
|                          | Ouganda     | Scrutin direct | Scrutin direct   | Scrutin direct                  |
| Drapeau de l'Ouzbékistan | Ouzbékistan | Scrutin direct | Scrutin direct   | Scrutin indirect et Nominations |

## P
|                         | Pays                      | Chef d'État                   | Parlement      | Parlement         |
| Chambre basse           | Pays                      | Chef d'État                   | Chambre haute  |                   |
| ----------------------- | ------------------------- | ----------------------------- | -------------- | ----------------- |
| Drapeau du Pakistan     | Pakistan                  | Scrutin par collège électoral | Scrutin direct | Scrutin indirect  |
|                         | Palaos                    | Scrutin direct                | Scrutin direct | Scrutin direct    |
| Drapeau du Panama       | Panama                    | Scrutin direct                | Scrutin direct | Scrutin direct    |
|                         | Papouasie-Nouvelle-Guinée | Monarchie                     | Scrutin direct | Scrutin direct    |
| Drapeau du Paraguay     | Paraguay                  | Scrutin direct                | Scrutin direct | Scrutin direct    |
| Drapeau des Pays-Bas    | Pays-Bas                  | Monarchie                     | Scrutin direct | Scrutin indirect, |
| Drapeau du Pérou        | Pérou                     | Scrutin direct                | Scrutin direct | Scrutin direct    |
| Drapeau des Philippines | Philippines               | Scrutin direct                | Scrutin direct | Scrutin direct,   |
| Drapeau de la Pologne   | Pologne                   | Scrutin direct                | Scrutin direct | Scrutin direct,   |
| Drapeau du Portugal     | Portugal                  | Scrutin direct                | Scrutin direct | Scrutin direct    |

## Q
|                  | Pays  | Chef d'État | Parlement     | Parlement   |
| Chambre basse    | Pays  | Chef d'État | Chambre haute |             |
| ---------------- | ----- | ----------- | ------------- | ----------- |
| Drapeau du Qatar | Qatar | Monarchie   | Nominations   | Nominations |

## R
|                        | Pays        | Chef d'État    | Parlement      | Parlement                                     |                                  |
| Chambre basse          | Pays        | Chef d'État    | Chambre haute  |                                               |                                  |
| ---------------------- | ----------- | -------------- | -------------- | --------------------------------------------- | -------------------------------- |
| Drapeau de la Roumanie | Roumanie    | Scrutin direct | Scrutin direct | Scrutin indirect,                             |                                  |
| Drapeau du Royaume-Uni | Royaume-Uni | Monarchie      | Scrutin direct | Nominations, héréditaire et scrutin indirect, |                                  |
| Drapeau de la Russie   | Russie      | Scrutin direct | Scrutin direct | Scrutin indirect et nominations,              | Scrutin indirect et nominations, |
|                        | Rwanda      | Scrutin direct | Scrutin direct | Scrutin indirect et nominations,              |                                  |

## S
|                                 | Pays                            | Chef d'État                   | Parlement                     | Parlement                                  |
| Chambre basse                   | Pays                            | Chef d'État                   | Chambre haute                 |                                            |
| ------------------------------- | ------------------------------- | ----------------------------- | ----------------------------- | ------------------------------------------ |
|                                 | Saint-Christophe-et-Niévès      | Monarchie                     | Scrutin direct et Nominations | Scrutin direct et Nominations              |
|                                 | Sainte-Lucie                    | Monarchie                     | Scrutin direct                | Nominations                                |
| Drapeau de Saint-Marin          | Saint-Marin                     | Scrutin parlementaire         | Scrutin direct                | Scrutin direct                             |
|                                 | Saint-Vincent-et-les-Grenadines | Monarchie                     | Scrutin direct et Nominations | Scrutin direct et Nominations              |
| Drapeau des Îles Salomon        | Îles Salomon                    | Monarchie                     | Scrutin direct                | Scrutin direct                             |
| Drapeau du Salvador             | Salvador                        | Scrutin direct                | Scrutin direct                | Scrutin direct                             |
| Drapeau des Samoa               | Samoa                           | Scrutin parlementaire         | Scrutin direct                | Scrutin direct                             |
| Drapeau de Sao Tomé-et-Principe | São Tomé-et-Principe            | Scrutin direct                | Scrutin direct                | Scrutin direct                             |
| Drapeau du Sénégal              | Sénégal                         | Scrutin direct                | Scrutin direct                | Scrutin direct                             |
| Drapeau de la Serbie            | Serbie                          | Scrutin direct                | Scrutin direct                | Scrutin direct                             |
|                                 | Seychelles                      | Scrutin direct                | Scrutin direct                | Scrutin direct                             |
|                                 | Sierra Leone                    | Scrutin direct                | Scrutin direct                | Scrutin direct                             |
| Drapeau de Singapour            | Singapour                       | Scrutin direct                | Scrutin direct                | Scrutin direct                             |
| Drapeau de la Slovaquie         | Slovaquie                       | Scrutin direct                | Scrutin direct                | Scrutin direct                             |
| Drapeau de la Slovénie          | Slovénie                        | Scrutin direct                | Scrutin direct                | Scrutin indirect par un collège électoral, |
|                                 | Somalie                         | Scrutin parlementaire         | Scrutin indirect (délégués)   | Scrutin indirect (assemblées locales)      |
| Drapeau du Soudan               | Soudan                          | Scrutin direct                | Scrutin direct                | Scrutin indirect                           |
| Drapeau du Soudan du Sud        | Soudan du Sud                   | Scrutin direct                | Scrutin direct                | Scrutin indirect                           |
| Drapeau du Sri Lanka            | Sri Lanka                       | Scrutin direct                | Scrutin direct                | Scrutin direct                             |
| Drapeau de la Suède             | Suède                           | Monarchie                     | Scrutin direct                | Scrutin direct                             |
| Drapeau de la Suisse            | Suisse                          | Scrutin parlementaire         | Scrutin direct                | Scrutin direct                             |
|                                 | Suriname                        | Scrutin par collège électoral | Scrutin direct                | Scrutin direct                             |
| Drapeau de la Syrie             | Syrie                           | Scrutin direct                | Scrutin direct                | Scrutin direct                             |

## T
|                              | Pays              | Chef d'État           | Parlement                                                               | Parlement                                                               |
| Chambre basse                | Pays              | Chef d'État           | Chambre haute                                                           |                                                                         |
| ---------------------------- | ----------------- | --------------------- | ----------------------------------------------------------------------- | ----------------------------------------------------------------------- |
| Drapeau du Tadjikistan       | Tadjikistan       | Scrutin direct        | Scrutin direct                                                          | Scrutin indirect et nominations                                         |
| Drapeau de Taïwan            | Taïwan            | Scrutin direct        | Scrutin direct                                                          | Scrutin direct                                                          |
|                              | Tanzanie          | Scrutin direct        | Scrutin direct                                                          | Scrutin direct                                                          |
| Drapeau du Tchad             | Tchad             | Scrutin direct        | Scrutin direct                                                          | Scrutin direct                                                          |
| Drapeau de la Tchéquie       | Tchéquie          | Scrutin direct        | Scrutin direct                                                          | Scrutin direct,                                                         |
| Drapeau de la Thaïlande      | Thaïlande         | Monarchie             | Scrutin direct                                                          | Scrutin direct et Nominations                                           |
|                              | Timor oriental    | Scrutin direct        | Scrutin direct                                                          | Scrutin direct                                                          |
| Drapeau du Togo              | Togo              | Scrutin direct        | Scrutin direct                                                          | Scrutin direct                                                          |
| Drapeau des Tonga            | Tonga             | Monarchie             | Scrutin direct et élus par (et parmi) les nobles héréditaires et nommés | Scrutin direct et élus par (et parmi) les nobles héréditaires et nommés |
| Drapeau de Trinité-et-Tobago | Trinité-et-Tobago | Scrutin parlementaire | Scrutin direct                                                          | Nominations,                                                            |
| Drapeau de la Tunisie        | Tunisie           | Scrutin direct        | Scrutin direct                                                          | Scrutin indirect                                                        |
| Drapeau du Turkménistan      | Turkménistan      | Scrutin direct        | Scrutin direct                                                          | Scrutin direct                                                          |
| Drapeau de la Turquie        | Turquie           | Scrutin direct        | Scrutin direct                                                          | Scrutin direct                                                          |
|                              | Tuvalu            | Monarchie             | Scrutin direct                                                          | Scrutin direct                                                          |

## U
|                      | Pays    | Chef d'État                               | Parlement                     | Parlement                     |
| Chambre basse        | Pays    | Chef d'État                               | Chambre haute                 |                               |
| -------------------- | ------- | ----------------------------------------- | ----------------------------- | ----------------------------- |
| Drapeau de l'Ukraine | Ukraine | Scrutin direct                            | Scrutin direct                | Scrutin direct                |
| Drapeau de l'Uruguay | Uruguay | Scrutin direct (avant 1997, ley de lemas) | Scrutin direct (ley de lemas) | Scrutin direct (ley de lemas) |

## V
|                      | Pays      | Chef d'État                       | Parlement                         | Parlement                         |
| Chambre basse        | Pays      | Chef d'État                       | Chambre haute                     |                                   |
| -------------------- | --------- | --------------------------------- | --------------------------------- | --------------------------------- |
|                      | Vanuatu   | Scrutin parlementaire             | Scrutin direct                    | Scrutin direct                    |
|                      | Vatican   | Élu par le Conclave des cardinaux | Le pape dispose du pouvoir absolu | Le pape dispose du pouvoir absolu |
| Drapeau du Venezuela | Venezuela | Scrutin direct                    | Scrutin direct                    | Scrutin direct                    |
|                      | Viet Nâm  | Scrutin parlementaire             | Scrutin direct                    | Scrutin direct                    |

## Y
|                  | Pays  | Chef d'État     | Parlement      | Parlement                                |
| Chambre basse    | Pays  | Chef d'État     | Chambre haute  |                                          |
| ---------------- | ----- | --------------- | -------------- | ---------------------------------------- |
| Drapeau du Yémen | Yémen | Scrutin direct, | Scrutin direct | Nommés par le président de la République |

## Z
|                      | Pays     | Chef d'État    | Parlement      | Parlement                     |
| Chambre basse        | Pays     | Chef d'État    | Chambre haute  |                               |
| -------------------- | -------- | -------------- | -------------- | ----------------------------- |
| Drapeau de la Zambie | Zambie   | Scrutin direct | Scrutin direct | Scrutin direct                |
| Drapeau du Zimbabwe  | Zimbabwe | Scrutin direct | Scrutin direct | Scrutin direct et nominations |

## Pays non reconnus
|                                    | Pays           | Chef d'État    | Parlement      | Parlement        |
| Chambre basse                      | Pays           | Chef d'État    | Chambre haute  |                  |
| ---------------------------------- | -------------- | -------------- | -------------- | ---------------- |
| Drapeau de l'Abkhazie              | Abkhazie       | Scrutin direct | Scrutin direct | Scrutin direct   |
| Drapeau du Haut-Karabagh           | Haut-Karabagh  | Scrutin direct | Scrutin direct | Scrutin direct   |
| Drapeau de l'Ossétie du Sud-Alanie | Ossétie du Sud | Scrutin direct | Scrutin direct | Scrutin direct   |
| Drapeau du Somaliland              | Somaliland     | Scrutin direct | Scrutin direct | Scrutin indirect |
| Drapeau de la Transnistrie         | Transnistrie   | Scrutin direct | Scrutin direct | Scrutin direct   |

- Haut – A
- B
- C
- D
- E
- F
- G
- H
- I
- J
- K
- L
- M
- N
- O
- P
- Q
- R
- S
- T
- U
- V
- W
- X
- Y
- Z